# Vyacheslav Yevgenyevich Berdnikov
Vyacheslav Yevgenyevich Berdnikov (tiếng Nga: Вячеслав Евгеньевич Бердников; sinh ngày 5 tháng 12 năm 1998) là một cầu thủ bóng đá người Nga thi đấu cho FC Ural-2 Yekaterinburg.

## Sự nghiệp câu lạc bộ
Anh có màn ra mắt tại Giải bóng đá chuyên nghiệp quốc gia Nga cho FC Ural-2 Yekaterinburg vào ngày 21 tháng 4 năm 2018 trong trận đấu với FC Nosta Novotroitsk.